# Polizei-Bataillon 111
Das Polizei-Bataillon 111 war eine militärische Einheit der Ordnungspolizei im Zweiten Weltkrieg.

## Geschichte
Das Polizei-Bataillon 111 wurde ab 1. September 1939 als erstes Polizeibataillon im Wehrkreis XI in Hannover aufgestellt und zunächst zur Ausbildung in der Kaserne am Welfenplatz in Hannover untergebracht. Im Dezember 1939 erfolgte dann die Verlegung des Polizei-Bataillons nach Kielce in Polen. Hier löste es das Reserve-Polizei-Bataillon 101 ab. Am 13. Dezember 1939 wurde es vom Chef der Ordnungspolizei im General-Gouvernement mit den Polizei-Bataillonen 42, 51, 71, 72, 101, 111, 171 und 181 dem Polizei-Regiment Radom unterstellt.
Im Raum Kielce war das Bataillon unter anderem für Wach- und Ausbildungsdienst, Objektschutz, Streifendienst, Durchsuchungen von Häusern nach Waffen und den Kampf gegen Partisanen eingesetzt. Bereits in dieser Phase nahm es auch standrechtliche Erschießungen vor. So war das Polizeibataillon 111 zwischen dem 30. März und 11. April 1940 in den Kreisen Końskie und Kielce an der Zerschlagung der Partisaneneinheit Hubalczycy unter dem polnischen Major Henryk Dobrzański beteiligt. Die polnischen Partisanen hatten zuvor den deutschen Besatzern mehrfach empfindliche Verluste zugefügt, die sodann an der polnischen Zivilbevölkerung Vergeltung übten. Bei der Aktion von Ende März bis April 1940 wüteten die deutschen Polizeitruppen in 31 polnischen Dörfern. Dabei gingen 12 Ortschaften in Flammen auf, von denen 5 völlig niederbrannten. 600 bäuerliche Gehöfte wurden zerstört. In den Orten wurde hauptsächlich die männliche Zivilbevölkerung verhaftet und später auf Exekutionsplätzen hingerichtet.
Unter dem Vorwand, dass in Kielce die vom jüdischen Ältestenrat benannten Juden angeblich nicht vollzählig zur Zwangsarbeit erscheinen würden, fand am 7. August 1940 unter Beteiligung des Polizeibataillons 111 sowie zahlreicher weiterer Einheiten eine gegen Menschen jüdischen Glaubens gerichtete Operation statt. In deren Verlauf wurden einem Bericht aus einer der beteiligten Verbände zufolge „sämtliche arbeitsfähigen Juden und junge Jüdinnen in den ausgesprochenen Judenvierteln der Stadt Kielce festgenommen und dem Arbeitsamt zur Verfügung gestellt“. Die geschilderte Aktion stand vor dem Hintergrund der Einrichtung eines riesigen Zwangsarbeiterlagers bei Belzec im Bezirk Lublin.
Am 5. Oktober 1940 löste das Polizei-Bataillon 305 aus Itzehoe das Polizei-Bataillon 111 in Kielce ab. Das Polizei-Bataillon 111 wurde dann in Hannover, Magdeburg und Dessau stationiert und zu Bewachungsaufgaben und zu Pionierarbeiten in Rüstungsbetrieben, insbesondere bei den Reichswerken Hermann Göring eingesetzt.
Im Januar 1942 wurde das Polizei-Bataillon 111 erneut nach Polen, diesmal ins Gebiet um Reichshof (Rzeszów) verlegt. Der Bataillonsstab lag in Rzeszów. Die 1. Kompanie war in den Orten Tarnau (Tarnów), Gorlice und Neu Sandez (Nowy Sącz) stationiert. Die 2. Kompanie befand sich in Reichshof und Jassel, die 3. Kompanie war auf die Orte Przemyśl und Sanok verteilt. Das Bataillon war dem Polizei-Regiment Krakau unterstellt. Auch hier war das Polizei-Bataillon 111 an Aktionen gegen die polnische und jüdische Zivilbevölkerung beteiligt. In den Akten des Niedersächsischen Landesarchivs finden sich Ermittlungsergebnisse des Landeskriminalamtes Niedersachsen, das nach Ende des Zweiten Weltkrieges gegen Angehörige des Polizei-Bataillons ermittelte. So ist folgende Zeugenaussage protokolliert:

„An einem Tag des Jahres 1942 (?) fand – vermutlich auf einem Sonnabend – eine kleine Judenaktion am Stadtrand von Tarnow, Neu-Sandez oder Gorlice statt. In einer Kindergruppe wurde ein jüdischer Junge im Alter von 10 bis 12 Jahren entdeckt. Ich höre noch heute, wie der Junge auf deutsch sagte: 'Ich bin Waise, lassen sie mich leben!' Der erwähnte B[…] hat mit seinem Karabiner den Jungen in das Bein geschossen. Daraufhin lief der angeschossene Junge, so gut er infolge seiner Beinverletzung noch konnte, fort und rief: 'Lassen Sie mich leben; ich habe keinen Vater und keine Mutter mehr!' Dann hat B. nochmals auf ihn geschossen, so daß der Junge tot umfiel. Die polnischen Kinder haben die Tötung des Spielgefährten mit ansehen müssen. Ob B[…] aus eigenem Entschluß gehandelt hat, kann von mir nicht gesagt werden. Das Kind mußte wahrscheinlich sterben, weil es jüdischer Abstammung war. B. war mittelgroß und stammte aus Hannover. Näheres möchte ich heute nicht mehr sagen, weil mich die Erinnerung an die Tat zu sehr aufwühlt.“

In einem Zusatz wurde vom Landeskriminalamt Niedersachsen angemerkt: „Er [d. h. der Zeuge] erscheint auch verbittert, weil die Offiziere und Beamten zum Teil wieder bei der Polizei bedienstet sind oder waren, obwohl das Bataillon 111 an Unrechtshandlungen maßgeblich beteiligt war.“ Da der Beschuldigte die Tat leugnete, musste das Ermittlungsverfahren eingestellt werden.
Mit Befehl vom 7. Mai 1942 des Kommandierenden Generals der Sicherungstruppen und Befehlshaber des Rückwärtigen Heeresgebietes Mitte sollte das Polizei-Bataillon 111 für die Sicherungs-Brigade 201 nach Polozk zugeführt werden. Stattdessen wurde jedoch aus den Polizeibataillonen 91, 111 und 134 das I., II. und III. Bataillon des Polizei-Regimentes 8 gebildet. Die Bataillone wurden auf verschiedene Sicherungs-Divisionen aufgeteilt. Das II. Bataillon, das bisherige Polizei-Bataillon 111, kam zur 403. Sicherungs-Division. Mit dieser Veränderung erhielt das neue II. Bataillon des Polizei-Regimentes 8 den Heimatstandort Wiesbaden. Die 403. Sicherungs-Division war von Juli 1942 bis März 1943 im rückwärtigen Bereich der Heeresgruppe B, Heeresgruppe Don und Heeresgruppe Süd eingesetzt.
Es folgten Verwendungen des II./Polizei-Regiment 8 im Raum Kursk und östlich von Charkow. Die Auflösung des Bataillons erfolgte nach der verlustreichen Schlacht um Stalingrad im März 1943 und die Reste des Mannschaftsbestands wurden nach Gotenhafen verbracht und verschiedenen Truppenverbänden wie dem II. Bataillon des SS-Polizeiregiments 26 oder dem Begleit-Bataillon-Himmler zugeordnet. Das SS-Polizei-Regiment 26 war im August 1943 an der Liquidation der jüdischen Ghettos in Bialystok und Glebokie beteiligt.

## Kommandeure
- 1. September 1939 bis 4. Mai 1940: Major der Schutzpolizei Friedrich-Wilhelm Bock
- 5. Mai 1940 bis ?: Major Großmann

## Ermittlungen wegen Beteiligung an Kriegsverbrechen
Zu den Ermittlungen gegen Angehörige des Polizei-Bataillons 111 nach Ende des Zweiten Weltkrieges wird vom Niedersächsischen Landesarchiv folgendes ausgeführt:

„In den 1960er Jahren leitete die Staatsanwaltschaft Hannover aufgrund von Anzeigen Ermittlungsverfahren wegen Mordes gegen Angehörige des Polizeibataillons 111 ein, die zum Teil wieder im aktiven Polizeidienst auch in Hannover tätig waren. Unterstützt wurden die Untersuchungen durch die Sonderkommission Z beim Landeskriminalamt Niedersachsen, die auch die Vernehmungen der beteiligten, noch zu ermittelnden Polizeiangehörigen durchführte. Gegenstand eines Ermittlungsverfahrens waren Misshandlungen, Erschießungen von Gefangenen, Massenexekutionen von Juden sowie die Ghettoräumung von Bialystok. In den siebziger Jahren wurden weitere Ermittlungen wegen Erschießung eines jüdischen Kindes einer so genannten ,Exzesstat‘ aufgenommen.“